# Maiale Dongpo
Il maiale Dongpo (東坡肉S, dōngpōròuP) è un piatto cinese ottenuto brasando della pancetta nella salsa di soia e nel vino.

## Storia
Il nome del piatto è quello del poeta Su Shi, anche conosciuto come Su Dongpo, vissuto durante l'undicesimo secolo. Secondo la leggenda, Su Dongpo preparò il piatto quando, costretto all'esilio a Hangzhou, dovette cucinare per se stesso. Per preparare il maiale brasato, il poeta fece brasare del maiale, lo sfumò con lo huangjiu (lett. "vino giallo") e lo fece stufare lentamente a fuoco basso. Tuttavia, secondo una diversa teoria di Lin Hsiang Ju e Lin Tsuifeng che riportano nella loro ricetta del "La fragranza del maiale: il maiale Dongpo", contenuta nel loro volume accademico di cucina Chinese Gastronomy del 1969, il «taglio di grasso quadrato prende il nome da Su Dongpo per ragioni ignote. Probabilmente tale scelta è motivata dal fatto che lo avrebbe apprezzato».

## Descrizione
Il maiale Dongpo è un piatto abbondante composto da fette di pancetta piuttosto spesse (ca. 5 cm quadrati) che hanno la medesima quantità di carne e grasso. Esse vengono brasate nella salsa di soia e nel vino tramite quel lungo processo tipicamente cinese conosciuto come "cottura rossa". Dal momento che la carne potrebbe risultare troppo grassa per i gusti occidentali, il libro di cucina del British Museum (1987) suggerisce di togliere il grasso appena il piatto è pronto. Lo stesso libro dichiara che il vino può essere sostituito con lo sherry.